# Martin Bukata
Martin Bukata (ur. 2 października 1993 w Koszycach) – słowacki piłkarz występujący na pozycji pomocnika w Benevento Calcio, do którego trafił z polskiego klubu Piast Gliwice. Wychowanek MFK Košice. Były młodzieżowy reprezentant Słowacji.

## Sukcesy

### MFK Košice
- Puchar Słowacji: 2013/14